# القوات الجوية الصربية
القوات الجوية والدفاع الجوي الصربي (صربيا: Ваздухопловство и противваздушна одбрана / Vazduhoplovstvo ط protivvazdušna odbrana)، هي القوات الجوية لصربيا وأحد فروع القوات المسلحة الصربية. تأسست في 24 ديسمبر 1912 في مدينة نيش، وتم دمجها ضمن مختلف القوات الجوية اليوغوسلافية بين عامي 1918 و 2006.

## التاريخ

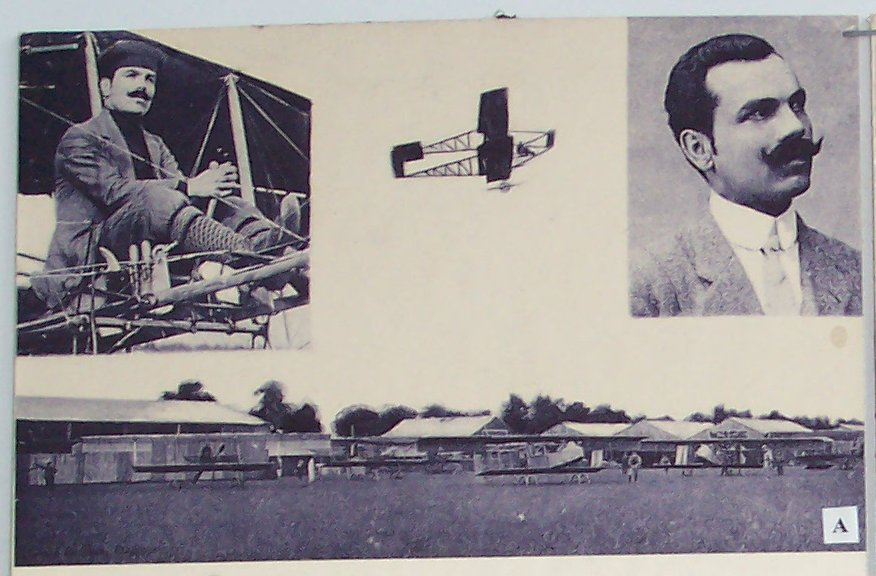
أول الصربي الطيار ميهايلو بيتروفيتش (1884–1913).

كان رائد الطيران الأول في صربيا كبير ميليتش كوستا (1874-1953)، تدرب كطيار بالون في كلية التقنية للملاحة الجوية قرب سانت بطرسبرغ، روسيا خلال الفترة من 14 فبراير 1901 إلى 12 نوفمبر 1902, تم تدريب ميليتش أيضا في استخدام من الحمام الزاجل.
وفقا لمشاريع ميليتش، تشكل القوات المسلحة الصربية محطات حمامة رسول (في عام 1908 في Medosevac قرب نيس وبيروت الواقعتين في عام 1909)، واشترى اثنين مجانا كروية واحدة طائرة ورقية مربوطة - بالون من شركة «أغسطس Ridinger» من اوغسبورغ. في حفل الاستقبال، في 19 نيسان عام 1909، طار كوستا ميليتش بالون كروي يسمى سربيجا (صربيا). وقدم واحدة بالون من روسيا. وأمرت وغرفة الغاز من الشركة Dillmann في برلين، وونش المجال من سان بطرسبرج. وقدمت وحدة الهيدروجين من الشركة السويسرية أورليكن. تم تسليم المعدات إلى صربيا في عام 1909 و 1910.
وافتتح المسابقة الأولى للطيارين المتدربين في صربيا في مايو عام 1911، وفي العام التالي أول دفعة من الطيارين الصربي بدأ التدريب سفرهم في فرنسا من 21 مايو - 8 سبتمبر 1912 وحصل على رتبة رائد. انتهوا الدورة في بداية حرب البلقان الأولى (انظر أيضا: الحرب الإيطالية التركية). مما اضطر لتجهيز الجيش الصربي مع الطائرات وبالونات (طبعا مع المواد نبذ عظيم). وفي خريف عام عام 1912، حصلت صربيا على طائرات لقواتها المسلحة. في 24 ديسمبر 1912 وقع رئيس عسكري زارة رادومير بوتنيك الصحف حول تشكيل قيادة الطيران التي تقع في نيش. كان قائد كبير كوستا ميليتش. أنه يتألف من: فرقة الطائرات التي عدها 12 طائرة عسكرية، وفرقة بالون، وآخر حمامة وقاعدة. هذا التاريخ هو تاريخ تشكيل الصربية سلاح الجو. هذا جعل صربيا، واحدة من الدول ال 15 الأولى في العالم التي لديها قوة جوية. في أول تجربة قتالية، شهدت الطيران الصربية في مارس 1913 على سكادار. في أول رحلة القتالية رقيب الطيار قتل ميهايلو بيتروفيتش والضحية الثانية من الطيران العسكري العالمي. وكانت الضحية الأولى للطيران العسكري وTopradzijev الطيار البلغاري الذي قتل في عام 1912 عندما كان عودته من مهمة استطلاعية فوق أدرنة (انظر أيضا: معركة أدرنة (1913)). كان ميهايلو بيتروفيتش أول تدريب الصربي الطيار الطائرة. أكمل تدريبه والامتحانات في المدارس التجريبية فرمان الشهيرة في فرنسا وحصل على جائزة الدولية FAI no.979 رخصة في حزيران 1912. صاحب رخصة الطيار الصربي يحمل الرقم 1.

### الحرب العالمية الأولى
القوات الجوية الصربية في بداية الحرب العالمية كان لي 4 طائرات، 2 البالونات و6 الطيارين، الذين لديهم خبرة بالفعل من البلقان عمليات Wars.First بدأت بالفعل خلال معركة Kolubara.The كانت أول بندقية ثقيلة الطائرة مجهزة Oluj وشهدت عمليات الأولى في وقت مبكر كان 1915.Serbia بالفعل 12 طائرة. في نوفمبر 1915. الصربية سلاح الجو، التي نقل الأول من الجنود الجرحى من صربيا ألبانيا من خلال لCorfu.That كانت عملية الإجلاء الطبي الجوية الأولى في التاريخ  في عام 1916، أجرت القوات الجوية الصربية أكثر من 3.000 طلعة جوية معظمها على جبهة سالونيك.

### قصف حلف شمال الأطلسي ليوغوسلافيا
وهو جزء مهم من حرب 1999 بين يوغوسلافيا وائتلاف حلف شمال الأطلسي تشارك القتال بين القوات الجوية اليوغوسلافية، الذي كان سلف الصربية سلاح الجو اليوم، والقوات الجوية معارضة من حلف شمال الأطلسي. الولايات المتحدة سلاح الجو F-15S و F-16S تحلق أساسا من قواعد القوات الجوية الإيطالية هاجم المقاتلين عادة الدفاع اليوغوسلافي من طراز ميج 29S، والتي كانت في حالة سيئة، بسبب عدم توفر قطع الغيار والصيانة. وقتل ما مجموعه ستة اليوغوسلافية طراز ميج 29S عليها في عام 1999، والتي قتل ثلاثة بنسبة USAF F-15S، واحدة من قبل القوات الجوية الأمريكية F-16، واحدة من قبل RNLAF F-16 طائرة واحدة، وفقا لفيلم وثائقي الصربي، أصيبت بنيران صديقة من الأرض. تم تدمير أربعة أخرى على الأرض. أثناء الحرب الجوية أسقطت اليوغوسلافية الدفاعات المضادة للطائرات من القوات الجوية الأمريكية F-16C وF -117 البومة، وهي أول طائرة الشبح لاطلاق النار عليهم من أي وقت مضى إلى أسفل في القتال.

## دور
- الحفاظ على أجواء الهيمنة.
- اعتراض والقضاء على انتهاكات المجال الجوي.
- توفير الدعم الجوي والنقل للوحدات الأرضية.
- الاستجابة للكوارث الطبيعية.

## معدات
|                                                                                 |  |  |
| والصربي Blériot الحادي عشر يستعد للانطلاق في 1912 و ميغ 29 اقلاعها في عام 2011. |  |  |

### الطائرات
يتكون أسطول القوات الجوية من عدة طائرات المقاتلة السوفيتية، التي تتألف من عدد من طراز ميج 21S، وميغ-29S. صربيا تتطلع لتحل محل اسطولها المتقادم جديدة مع الطائرات المقاتلة متعددة المهام. قبل زواله، القوات الجوية اليوغوسلافية السابقة تم تطوير مشروع نوفي افيون الذي كان المقصود كبديل. تم إلغاء المشروع في عام 1991 بسبب انهيار يوغوسلافيا.
صربيا، باعتبارها أكبر دولة خلفا ليوغوسلافيا، استولى كامل اليوغوسلافي جرد سلاح الجو. صدر بعد اتفاق الحد من التسلح الإقليمية الفرعية في عام 1996، بعد أن تم سحب عشرات G-2S J-22، J-21 ومن الخدمة.
القوات الجوية تعمل من ثلاث قواعد جوية رئيسية، و204 باتاجنيكا القاعدة الجوية و98 Lađevci القاعدة الجوية ونيش القاعدة الجوية.

### الدفاع الجوي
القوات الجوية الصربية تعمل مجموعة متنوعة من النظم السوفيتية صواريخ أرض جو. كثيرة هي طويلة المدى مع كمية معتدلة من أسلحة قصيرة المدى المسندة إلى وحدات المشاة. لواء صواريخ الدفاع الجوي SA-250 تعمل 3 و SA-6 أنظمة صواريخ أرض جو. الجيش ورفع مستوى نوعي مع قدرة اطلاق النار وننسى. تمت ترقية سلاح الجو «نيفا-M» إلى «نيفا-M1T» القياسية و "KUB-M" إلى "KUB-M2". للدفاع عن القواعد الجوية والبنى التحتية الهامة بوفورز 40mm وL -70 تستخدم في تكملة مع الرادارات M-85 Zirafa، ولاشتراكها أهداف الرحلة منخفضة 9K38 IGLA أو SA-18.

### رادارات
- S-605/654 رادارات المراقبة
- S-613 رادار قياس الارتفاع
- AN / TPS-70 3D رادار
- AS-74 والولايات المتحدة 84 النظم المؤتمتة

## منظمة
- القوات الجوية وقيادة الدفاع الجوي
  -  210 كتيبة الإشارة
  -  333 كتيبة الهندسة
  - المعهد الطبي الهواء
  - مصنع موما ستانويلوفيتش الطيران

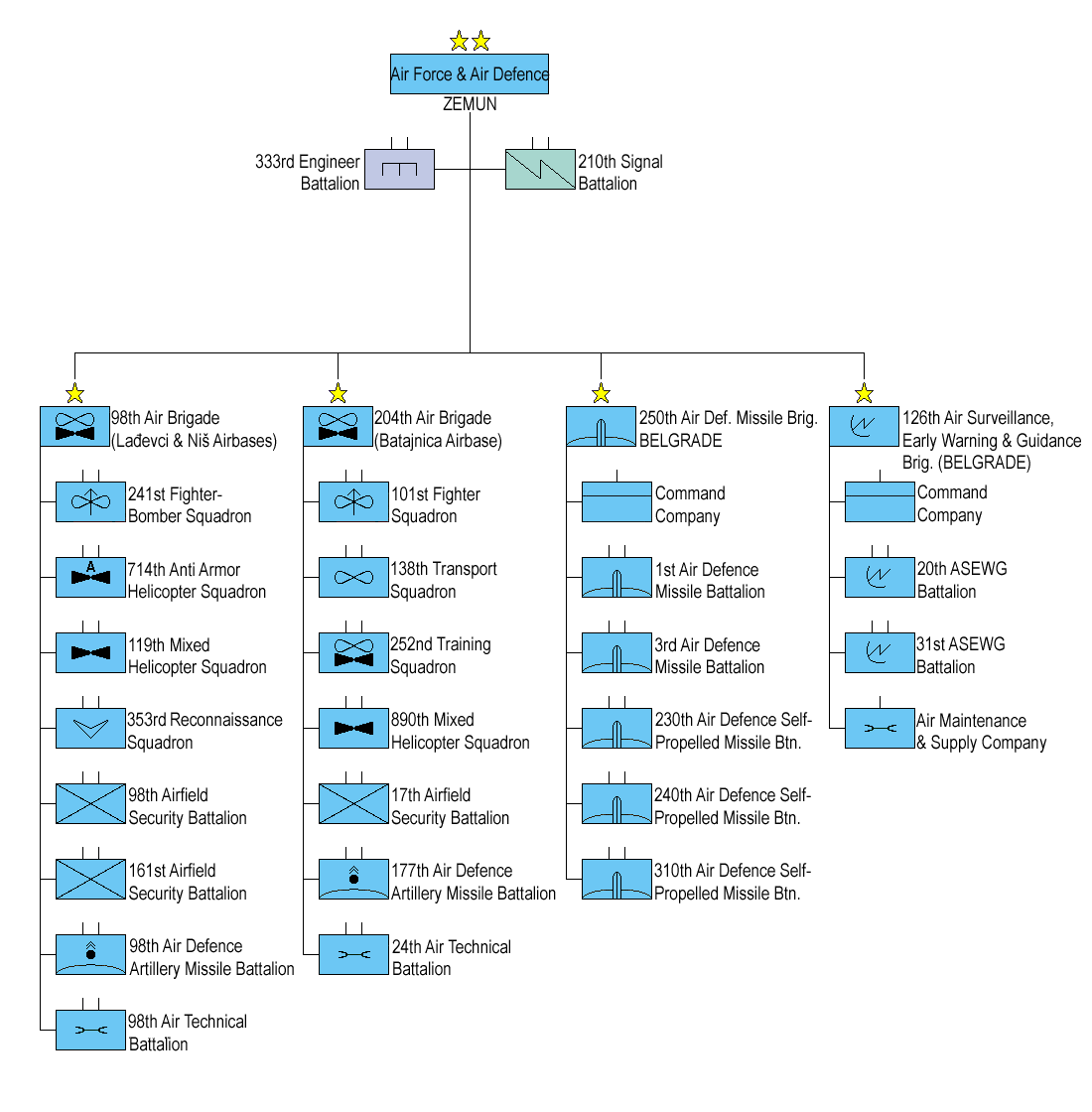
هيكل القوات الجوية والدفاع الجوي

  - القسم للسيطرة على الهواء، حماية وتوزيع
- 204 واء الهواء القاعدة الجوية باتاجنيكا
  -  101 السرب المقاتل
  -  252 سرب التدريب
  -  138 سرب النقل
  -  890 مختلط سرب طائرات الهليكوبتر
  - 24 الهواء الكتيبة الفنية
  - 17 مطار كتيبة الأمن
  - 177 الدفاع الجوي كتيبة المدفعية الصاروخية
- 98 اللواء الهواء مطار مورافا
  -  241 المقاتلة القاذفة السرب
  -  714 درع مضاد هليكوبتر سرب
  -  119 مختلط سرب طائرات الهليكوبتر
  - 98 الدفاع الجوي كتيبة المدفعية الصاروخية
  - 98 مطار كتيبة الأمن
  - 161 مطار كتيبة الأمن
  - 98 الهواء الكتيبة الفنية
- اللواء 250 صاروخ الدفاع الجوي
  - قيادة الشركة
  - 1 كتيبة الدفاع الجوي الصاروخي
  - 2 كتيبة الدفاع الجوي الصاروخي
  - 230 الدفاع الجوي ذاتية الدفع كتيبة الصواريخ
  - 240 الدفاع الجوي ذاتية الدفع كتيبة الصواريخ
  - 310 الدفاع الجوي ذاتية الدفع كتيبة الصواريخ
- 126 المراقبة الجوية والإنذار المبكر والتوجيه اللواء
  - قيادة الشركة
  - 20 AWG الكتيبة
  - 31 AWG الكتيبة
  - الصيانة الهواء وشركة التموين

## المخزون طائرات
| Aircraft             | Image        | Origin           | Role                                                         | Version                                      | Quantity     | Note                                                           |
| طائرة عسكرية         | طائرة عسكرية | طائرة عسكرية     | طائرة عسكرية                                                 | طائرة عسكرية                                 | طائرة عسكرية | طائرة عسكرية                                                   |
| -------------------- | ------------ | ---------------- | ------------------------------------------------------------ | -------------------------------------------- | ------------ | -------------------------------------------------------------- |
| ميغ-29               |              | الاتحاد السوفيتي | Fighter Fighter-Trainer                                      | MiG-29B MiG-29UB                             | 3 1          | Overhauled in 2008, service life extended by 700 flight hours. |
| ميغ-21               |              | الاتحاد السوفيتي | Fighter Fighter-Trainer                                      | MiG-21bis MiG-21UM                           | 9 2          | 4 active, 2 BIS and 2 UM. To be retired by 2018.               |
| Soko J-22 Orao       |              | يوغوسلافيا       | Fighter-bomber Trainer Reconnaissance Reconnaissance-trainer | J-22 NJ-22 IJ-22 INJ-22                      | 9 7 8 2      | 3 J-22 and 2 NJ-22 active as of 2013.                          |
| Soko G-4 Super Galeb |              | يوغوسلافيا       | Advanced trainer/ground-attack                               | N-62                                         | 20           | 8 to be upgraded.                                              |
| طائرة منافع          |              |                  |                                                              |                                              |              |                                                                |
| أنتونوف أن-2         |              | الاتحاد السوفيتي | Light transport                                              | An-2TD                                       | 1            |                                                                |
| أنتونوف أن-26        |              | الاتحاد السوفيتي | Transport                                                    | An-26                                        | 2            |                                                                |
| Piper PA-34 Seneca   |              | الولايات المتحدة | Aerial cartography                                           | PA-34 V                                      | 1            |                                                                |
| طائرة تدريب          |              |                  |                                                              |                                              |              |                                                                |
| Utva 75              |              | يوغوسلافيا       | Basic trainer                                                | V-53                                         | 14           |                                                                |
| Lasta 95             |              | صربيا            | Basic trainer                                                | V-54                                         | 8            | 15 ordered                                                     |
| مروحية               |              |                  |                                                              |                                              |              |                                                                |
| إيروسباسيال غازيل    |              | يوغوسلافيا       | Utility Reconnaissance Attack Anti-tank                      | HO-42/45 HI-42 Hera HN-42M Gama HN-45 Gama 2 | 16 4 15 8    | License-built إيروسباسيال غازيل.                               |
| ميل مي-8 ميل مي-17   |              | الاتحاد السوفيتي | Medium transport                                             | Mi-8T / HT-40 Mi-17 / HT-48                  | 6 2          |                                                                |

## الدفاع الجوي
| نموذج                | صورة | اكتب                  | المنشأ           | المتغيرات           | في الخدمة                    |
| -------------------- | ---- | --------------------- | ---------------- | ------------------- | ---------------------------- |
| سام 6                |      | السطح إلى الجو صواريخ | الاتحاد السوفيتي | Kub-M               | 3 الانقسامات                 |
| S-125 نيفا / بيتشورا |      | السطح إلى الجو صواريخ | الاتحاد السوفيتي | Neva-M1T            | 2 الانقسامات                 |
| بوفورز 40 ملم        |      | Autocannon            | السويد           | بوفورز 40mm وL / 70 | 1 البطارية في القاعدة الجوية |

## المستقبل
تعتزم وزارة الدفاع الصربية لشراء طائرات جديدة من مقاتلة متعددة المهام لتحل محل اسطولها المتقادم من طائرات ميج 21 وميج 29 طائرة مقاتلة. تتكهن تقارير في وسائل الإعلام بين 12 و 16 طائرة من شأنه أن يؤمر وسرد F-16، F-18، رافال، JAS 39 جريبن، يوروفايتر تايفون، سو 30 أو طراز ميج 29M كمرشحين ممكن.
المحلل العسكري ميروسلاف Lazanski تدعي روسيا تقدم صربيا 12 طائرة مقاتلة من طراز ميج 29M / M2 جنبا إلى جنب مع أنظمة S-300PMU2 وبانتسير-S1 سطح جو الصواريخ، فضلا عن اثنين من رادارات للدفاع الجوي. وفي يونيو 2013 اقترح وزير الدفاع الكسندر Vučić أن صربيا قد شراء ستة من طراز ميج ميكويان ميج-29 إم/M2
في يوليو عام 2013، وأشارت أنباء إعلامية بأن صربيا قد تكون مهتمة في شراء سرب من طائرات النقل المروحية المتوسطة، ويفضل ميل مي-17.

## علامات الطائرات
اعتمد مدورة الصربية القوات الجوية رسميا في 2006. هو نسخة معدلة من مدورة الملكي اليوغسلافي السابق لسلاح الجو التي لم تعد موجودة في 1943. وهو يتألف من تقليم الأزرق على الإطار الخارجي جاء مدورة الداخل عن طريق الألوان الوطنية الصربية الأحمر والأزرق والأبيض، مع صليب أبيض في الوسط مع تقليم الزرقاء.
كما يستخدم سلاح الجو مدورة الرؤية المنخفضة من نفس التصميم فقط استبدال الألوان التقليدية مدورة من الأحمر والأزرق والأبيض مع اثنين من الاختلافات اللون الرمادي من الضوء والظلام لمدة المقابل، كان آخرها ضعت هذه حليات دائرية على تجديد طراز ميج 29S. تستمر معظم الطائرات الأخرى إلى استخدام معيار الملونة مدورة.

## الصربية سلاح الجو المئوية
لاحظت القوات الجوية الصربية احتفالها بالذكرى المئوية في 2 أيلول 2012، بمناسبة مائة سنة من وجودها عن طريق استضافة المعرض الجوي الدولي الذي نظمته وزارة الدفاع باعتبارها مظهرا المركزي. ظهرت. وعرض جوي ممثلين عن 16 دولة حول العالم و 27 أنواع من الطائرات.

## الرتب
|                 | الجنرالات       | الجنرالات                               | الجنرالات                   | الجنرالات                         | ضباط              | ضباط                    | ضباط        | ضباط            | ضباط              | ضباط                    |
| --------------- | --------------- | --------------------------------------- | --------------------------- | --------------------------------- | ----------------- | ----------------------- | ----------- | --------------- | ----------------- | ----------------------- |
|                 |                 |                                         |                             |                                   |                   |                         |             |                 |                   |                         |
| في صفوف الصربية | Генерал General | Генерал-Потпуковник General-Potpukovnik | Генерал-Мајор General-Major | Бригадни Генерал Brigadni General | Пуковник Pukovnik | Потпуковник Potpukovnik | Мајор Major | Капетан Kapetan | Поручник Poručnik | Потпоручник Potporučnik |
| الرتب           | العام           | اللفتنانت كولونيل عام                   | اللواء                      | العميد                            | العقيد            | المقدم                  | الرئيسية    | الكابتن         | الملازم           | يشاهد                   |

|                 | ضباط الصف                           | ضباط الصف           | ضباط الصف                                     | ضباط الصف                     | ضباط الصف     | الجنود                    | الجنود          | الجنود               |
| --------------- | ----------------------------------- | ------------------- | --------------------------------------------- | ----------------------------- | ------------- | ------------------------- | --------------- | -------------------- |
|                 |                                     |                     |                                               |                               |               |                           |                 |                      |
| في صفوف الصربية | Заставник I класе Zastavnik I klase | Заставник Zastavnik | Старији Водник I класе Stariji Vodnik I klase | Старији Водник Stariji Vodnik | Водник Vodnik | Млађи водник Mlađi vodnik | Десетар Desetar | Разводник Razvodnik  |
| الرتب           | ضابط، 1st صنف                       | ضابط صف             | الرقيب 1st صنف                                | الرقيب                        | الرقيب        | انس الرقيب                | العريف          | الطيار الدرجة الأولى |

## وصلات خارجية
- Official homepage
- Republic of Serbia - Ministry of Defence